# Zamān Şūfī
Zamān Şūfī (persiska: زمان صوفی, کلاته زمان صوفی) är en ort i Iran.   Den ligger i provinsen Nordkhorasan, i den nordöstra delen av landet, 500 km öster om huvudstaden Teheran. Zamān Şūfī ligger 944 meter över havet och antalet invånare är 653.
Terrängen runt Zamān Şūfī är varierad. Runt Zamān Şūfī är det ganska glesbefolkat, med 27 invånare per kvadratkilometer. Närmaste större samhälle är Āshkhāneh, 17,3 km nordost om Zamān Şūfī. Trakten runt Zamān Şūfī består till största delen av jordbruksmark.